# توماس کولینگ
توماس کولینگ (انگلیسی: Thomas Cowling؛ ۱۷ ژوئن ۱۹۰۶ – ۱۶ ژوئن ۱۹۹۰) یک اخترشناس اهل انگلستان بود.